# ンバケ県
ンバケ県（Département de Mbacké）は、セネガル共和国ジュルベル州東部にある県。ンバケ市とカエル郡、ンダム郡、タイフ郡から成り立っている。県都はンバケ。
ムーリッド教団の本拠地であり、セネガル第二の都市として認識されているトゥーバは、行政上はンダム郡にある村である。